# Ophraella bilineata
Ophraella bilineata är en skalbaggsart som först beskrevs av Kirby 1837.  Ophraella bilineata ingår i släktet Ophraella och familjen bladbaggar. Inga underarter finns listade i Catalogue of Life.